# Six degrees of Kevin Bacon
Six degrees of Kevin Bacon, Kevin Bacon-index, är en lek uppkallad efter skådespelaren Kevin Bacon. Leken går ut på att länka en annan slumpmässigt vald skådespelare till honom genom så få steg som möjligt, då de flesta amerikanska skådespelare kan länkas till honom i sex steg eller mindre. En skådespelare som har varit i samma film som Kevin Bacon sägs ha Bacontalet 1. En skådespelare som inte har varit med i samma film som Kevin Bacon men som har varit i samma film som en skådespelare med Bacontal 1 har Bacontal 2 och så vidare.

## Spelets uppkomst
I ett uttalande 1994 hävdade Kevin Bacon att han arbetat med samtliga i Hollywood eller att någon av dessa jobbat med de övriga. Det vill säga att samtliga i Hollywood har ett Bacontal 1 eller 2. I en nyhetsgrupp på internet diskuterades sanningshalten av påståendet om Kevin Bacon is the Center of the universe tillsammans med antagandet om six degrees of separation. 
Tre studenter från Albright College utvecklade spelet efter att ha börjat spekulera i hur många filmer Bacon verkligen hade varit med i och hur många han arbetat med. Studenterna deltog senare i en amerikansk tv-show tillsammans med en till början skeptisk Kevin Bacon, vilket gjorde spelet känt i amerikansk populärkultur. De har senare skrivit en bok om spelet och låtit spelet utvecklats till ett brädspel. Kevin Bacon har senare anknutit till spelet i några av sina senare roller och har dessutom bildat en välgörenhetsorganisation med namnet SixDegrees.org.

## Verifiering av påståendet
Med hjälp av information från Internet Movie Database utvecklade studenten Brett Tjaden programmet Oracle of Bacon. Där kunde det bevisas att Kevin Bacon inte var Center of the Hollywood universe, då han inte var bland de mest länkade skådespelarna. Istället har Dennis Hopper föreslagits ha kortast länkar till övriga skådespelare.